# Zygophylax sibogae
Zygophylax sibogae är en nässeldjursart som beskrevs av Chantal Billard 1918. Zygophylax sibogae ingår i släktet Zygophylax och familjen Lafoeidae. Inga underarter finns listade i Catalogue of Life.